# Juan José Gasca Ballabriga
Juan José León Gasca Ballabriga (Calanda, Teruel, 15 de marzo de 1844-Zaragoza, 11 de marzo de 1914) fue un senador de España.

## Biografía
Afiliado al partido liberal por su amistad con Práxedes Mateo Sagasta, fue diputado a Cortes de 1886 a 1870 por los partidos de Alcañiz, Castellote y Valderrobres. Senador por la provincia de Teruel, sería nombrado en sus últimos años senador vitalicio. 
Fallecido en Zaragoza, sus restos mortales serían trasladados a Magallón en 1928. En memoria a su persona, la actual Calle Mayor de Calanda llevó su nombre durante un tiempo.